# 張蒲
张蒲（355年—426年），字玄则，本名谟，河内郡修武县人，十六国后燕至南北朝北魏官员。
张蒲是后燕御史中丞、兵部尚书张攀之子，在慕容宝麾下历任阳平郡太守、河間郡太守，后升任尚书左丞。北魏道武帝平定中山后，后燕官员多被降职后再任用，而张蒲因早已为道武帝所知，仍以尚书左丞之职被任用。天兴年间，他被任命为东部大人，后被封为太中大夫。
魏明元帝即位后，张蒲任内都大官，受封泰昌子爵位，负责处理司法事务，以公正的态度获得当时的高度评价。416年（泰常元年），丁零人翟猛雀在北魏发动叛乱，张蒲与冀州刺史长孙道生等人奉命讨伐。长孙道生等想要以大军进攻，张蒲反对道：“多数人是被胁迫才追随翟猛雀的，若以大军攻打，会断绝他们归降之路。应先派使者劝降，官吏和百姓定会欣然归附。”长孙道生采纳其建议，并上奏明元帝，北魏随后发布安抚诏书，成功使翟猛雀的多数部下归降。翟猛雀率亲信百余人逃亡，张蒲与长孙道生等人追击，斩杀翟猛雀，将其首级送往平城。后来刘裕发动北伐，张蒲被任命为南中郎将、南蛮校尉，在平南大将军长孙嵩麾下防御刘裕军队。刘裕攻入长安后，张蒲返回。此后他改封寿张子，与安平公叔孙建一同率军从平原东渡黄河，攻克刘宋的青州、兖州诸郡，因功加任陈兵将军、济州刺史。后来他又与叔孙建一同攻打重新归入刘宋版图的青州，未能夺回。
魏太武帝即位后，张蒲任相州刺史，于 426年（始光三年）在相州去世，享年七十二岁。死后追赠平东将军、广平公，谥号文恭。张蒲死后，其子张昭继承爵位，历任幽州刺史、开府、宁东将军。